# 정번성
정번성(중국어 간체자: 郑繁星, 정체자: 鄭繁星, 병음: Zhèng Fánxīng, 1998년 9월 5일 ~ )은 중국의 배우이자 가수이다. 소속사는 정번성 공작실이며 팬덤명은 「소성구」(小星球)이다. 공식색은 「번성색」이다.  
| 응원 구호                                                                        |
| "许你一世繁华，伴你璀璨如星" ("평생 번화하리라 약속할게, 함께 별처럼 반짝이자.") |

## 활동

### 2019년: 데뷔 및 활동
2019년 6월 27일, 중국 드라마 《진정령(陈情令)》에서 '남사추(蓝思追)'역으로 데뷔했다. 이후 진정령 출연 배우들과 6인조 보이 그룹 진정소년으로 데뷔하였고 11월 7일, 진정령 스핀오프 영화인 《진정령지생혼(陈情令之生魂)》으로 주연 출연하였다.

### 2020년: 활동
2020년 1월 ~ 2월, 진정소년의 그룹 앨범을 발매하고 활동하였다. 9월 5일, 첫 솔로곡 《微笑》가 발매되었다. 10월 6일, 드라마 《명월증조강동한》의 조연으로 출연하고, 10월 8일, 드라마 《첨료청매배죽마》의 조연으로 출연하였다. 12월 31일, 진정소년의 앨범을 한 번 더 발매하였다.

### 2021년: 활동
2021년 1월 7일, 진정소년의 활동을 공식적으로 종료하였다.

### 드라마
| 연도            | 제목           | 원제           | 배역           |
| 2019년 6월 27일 | 진정령         | 陈情令         | 남사추(蓝思追) |
| 2020년 10월 6일 | 명월증조강동한 | 明月曾照江东寒 | 구안(裘安)     |
| 2020년 10월 8일 | 첨료청매배죽마 | 甜了青梅配竹马 | 악제윤(乐堤胤) |

### 영화
| 연도            | 제목         | 원제         | 배역           |
| 2019년 11월 7일 | 진정령지생혼 | 陈情令之生魂 | 남사추(蓝思追) |

### 음원 활동
1. 진정소년(진정소년단 T.U.B.S / 陈情少年) :중국 드라마 진정령(陈情令)에 출연했던 배우들로 이루어진 프로젝트성 그룹이다. 진정소년은 우빈(于斌), 송지양(宋继扬), 조욱진(曹煜辰), 이박문(李泊文), 기리(纪李), 정번성(郑繁星)으로 이루어져 있는 6인조 그룹이다.
2. 2020년 9월 5일 첫 솔로곡 미소(微笑, wēi xiào)를 발매하였다.

| 연도             | 노래 제목        | 원제           | 비고                                  |
| 2019년 2월       | 몽상             | 梦想           | 진정소년                              |
| 2019년 7월 8일   | 최시소년불가기   | 最是少年不可欺 | 진정령 OST, with 취설, 구오청, 칠배흠 |
| 2020년 1월       | 심장 박동의 리듬 | 心跳的节拍     | 진정소년                              |
| 2020년 2월       | 심지소향적미려   | 心之所向的美麗 | 진정소년                              |
| 2020년 9월 5일   | 미소             | 微笑           | 솔로곡                                |
| 2020년 12월 31일 | Love:one-act     |                | 진정소년                              |

### 예능
| 날짜        | 제목                       | 비고                                                   |
| 2019년 12월 | 《소년청학중(少年听学中)》 | 다른 배우들도 출연하였으나 주로 고정된 멤버는 진정소년 |

## 여담
- 이름에 星(별 성)이 들어가서 별 타투를 했다고 한다.
- 자주 덜렁거리는 것 같다. 생일파티에서 케이크를 들고 있다 뒤로 넘어간다던가, 농구공을 잡다가 혼자 넘어진다.
- 콘서트를 준비하면서 원래 춤을 췄던 적이 없었기 때문에 많이 힘들어 했다.
- 형들에게 자주 안긴다. 아기처럼 푹 안기거나 매달려서 대롱대는 모습이 자주 보인다.